# Oupyrrhidium cinnaberinum
Oupyrrhidium cinnaberinum är en skalbaggsart som först beskrevs av Blessig 1872.  Oupyrrhidium cinnaberinum ingår i släktet Oupyrrhidium och familjen långhorningar. Inga underarter finns listade i Catalogue of Life.